# هنریخ مخیتاریان
هنریخ مخیتاریان (ارمنی: Հենրիխ Համլետի Մխիթարյան، [hɛnˈɾiχ məχitʰɑˈɾjɑn] (); زاده ۲۱ ژانویه ۱۹۸۹) بازیکن فوتبال اهل ارمنستان است که برای باشگاه فوتبال اینتر میلان بازی می‌کند.
مخیتاریان بهترین گلزن تاریخ ارمنستان است که از ژانویه ۲۰۰۷ در ۹۵ بازی ملی ۳۲ گل (از جمله نخستین هت تریک اش) به ثمر رسانده‌است. باشگاه‌های پیشین وی عبارتند از: پیونیک ایروان، متالورگ دونتسک، شاختار دونتسک، بروسیا دورتموند، منچستر یونایتد ، آرسنال و آ.اس. رم
مخیتاریان پنج بار به عنوان بازیکن سال ارمنستان برگزیده شده‌است. در سال ۲۰۱۲ به عنوان بهترین بازیکن فصل ۱۲–۲۰۱۱ شاختار دونتسک و بهترین بازیکن سال اوکراین برگزیده شد. همچنین در همان سال، جزو فهرست ۱۰۰ بازیکن برتر فوتبال یوفا قرار گرفت.

## ابتدای زندگی
مخیتاریان در ۲۱ ژانویه ۱۹۸۹ در ایروان، پایتخت ارمنستان شوروی از والدینی به نام‌های مارینا تاسچیان و هاملت مخیتاریان به دنیا آمد. پدر وی یک مهاجم سرشناس بود که در طول دهه ۱۹۸۰ میلادی برای باشگاه فوتبال آرارات ایروان بازی می‌کرد و در سن ۳۳ سالگی زمانی که هنریخ تنها ۷ سال سن داشت به علت تومور مغزی درگذشت. مادرش، ماریا تاسچیان اصالتاً از اهالی مسکو بود.
وی همیشه می‌خواست که بازیکن فوتبال شود و جا پای پدر بگذارد. به عنوان یک کودک، او بازی پدرش را تماشا می‌کرد و همیشه می‌خواست او را به تمرین وادارد. مخیتاریان در سال ۱۹۹۵ به ایروان بازگشت. در همان سال به جوانان باشگاه فوتبال پیونیک پیوست.
مادرش سرپرست بخش تیم‌های ملی فدراسیون فوتبال ارمنستان است و خواهر بزرگترش مونیکا، در مقر یوفا مشغول به فعالیت است.

### پیونیک
در سال ۲۰۰۴ در تیم اصلی پیونیک قرار گرفت

### متالورگ دونتسک

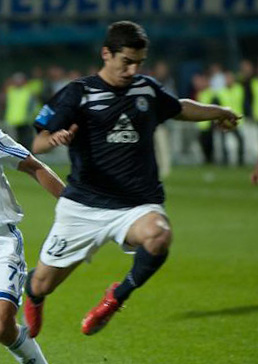
مخیتاریان هنگام بازی برای متالورگ دونتسک در ۲۰۰۹

در سال ۲۰۰۹ مخیتاریان به متالورگ دونتسک پیوست. در روز ۱۶ ژوئیه ۲۰۰۹ در نخستین بازی خویش مقابل پارتیزان مینسک، لیگ برتر فوتبال بلاروس در لیگ اروپا که برتری برابر سه بر صفر بود یک گل به ثمر رساند. در روز ۱۹ ژوئیه ۲۰۰۹، وی نخستین بازی خود در لیگ مقابل دنیپرو دنیپروپتروفسک انجام داد که نتیجه آن تساوی صفر صفر بود. در روز ۲۶ ژوئیه نخستین گل لیگ خویش را مقابل کارپاتی لووفکه به تساوی ۲–۲ رسید به ثمر رساند. در تاریخ ۶ اوت ۲۰۰۹، در بازی دور برگشت لیگ اروپا در برتری ۳–۰ مقابل اینتربلوک لیوبلیانا اسلوونی نخستین گل تمیش را به ثمر رساند که در مجموع به برتری ۵–۰ رسید.
وی فصل را با حضور در ۳۸ بازی با زدن ۱۴ گل که شامل ۲۹ بازی لیگ با زدت ۹ گل بود به پایان برد.
فصل بعدی در روز ۱۴ ژوئیه در سن ۲۱ سالگی بازوبند کاپیتانی باشگاه به وی سپرده شد و وی جوان‌ترین کاپیتان تاریخ باشگاه متالورگ دونتسک لقب گرفت. وی اولین گل خود را تاریخ ۱۶ ژوئیه در ضربه پنالتی در دقیقه ۸۹ مقابل اوبولون-برووار کی‌یف در ۳۰ اوت وی آخرین مسابقه خود را برای باشگاهش در پیروزی ۲ بر ۱ مقابل دنیپرو انجام داد.
در فصل دوم خویش وی ۸ بازی انجام داد و سه گل به ثمر رساند. وی در مدت حضور در متالوگ در ۳۸ بازی لیگ، ۱۲ گل به ثمر رساند. در مجموع در ۴۶ مسابقه‌ای که وی برای باشگاه بازی کرد و ۱۷ گل به ثمر رساند.

### منچستر یونایتد

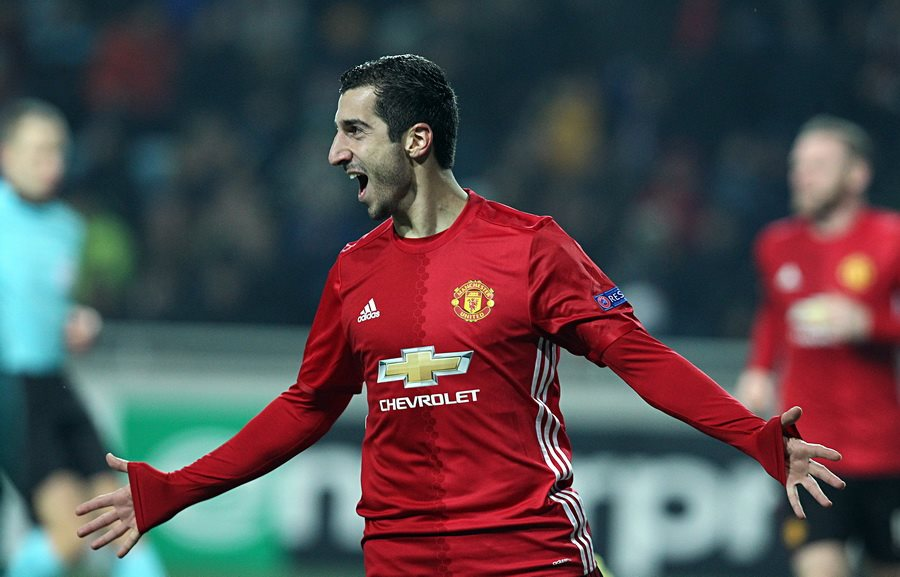

در تاریخ ۲ ژوئیه ۲۰۱۶، رئیس اجرایی دورتموند هانس یواخیم واتسکه اعلام نمود که فروش مخیتاریان به عنوان یک بازیکن آزاد به منچستر یونایتد انگلستان تا یک سال دیگر اجتناب ناپذیر خواهد بود.
مخیتاریان نخستین گل خود را در پیروزی ۲–۰ در بازی پیش از فصل مقابل ویگان اتلتیک در تاریخ ۱۵ ژوئیه به ثمر رساند. در تاریخ ۷ اوت ۲۰۱۶ وی اولین گل رقابتی در پیروزی ۲–۱ مقابل لستر سیتی در جام خیریه انگلستان ۲۰۱۶ به ثمر رساند. در تاریخ ۱۴ اوت ۲۰۱۶ وی نخستین بازیکن ارمنی شد که در لیگ برتر زمانی که وی در دقیقه ۷۵ جایگزین خوان ماتا در پیروزی ۳–۱ باشگاه فوتبال ای. اف. سی بورنموث شد. نخستین بازی لیگ برتری خویش را در تاریخ ۱۰ سپتامبر ۲۰۱۶ در شهرآورد منچستر انجام داد اما در نیمه بازی تعویض شد.
در تاریخ ۸ دسامبر ۲۰۱۶ مخیتاریان نخستین گل باشگاهی خود را مقابل زوریا لوهانسک در آخرین بازی گروهی منچستر یونایتد لیگ اروپا به ثمر رساند. سه روز بعد در بازی بعدی یونایتد مخیتاریان نخستین گل لیگ برتر خود (و نخستین گل خویش در ورزشگاه الدترافورد) را پیروزی ۱–۰ برابر تاتنهام هاتسپر به ثمر رساند.

### آرسنال
او در ماه ژانویه با الکسیس سانچز معاوضه شد و او به تیم آرسنال منتقل شد.

## عملکرد ملی

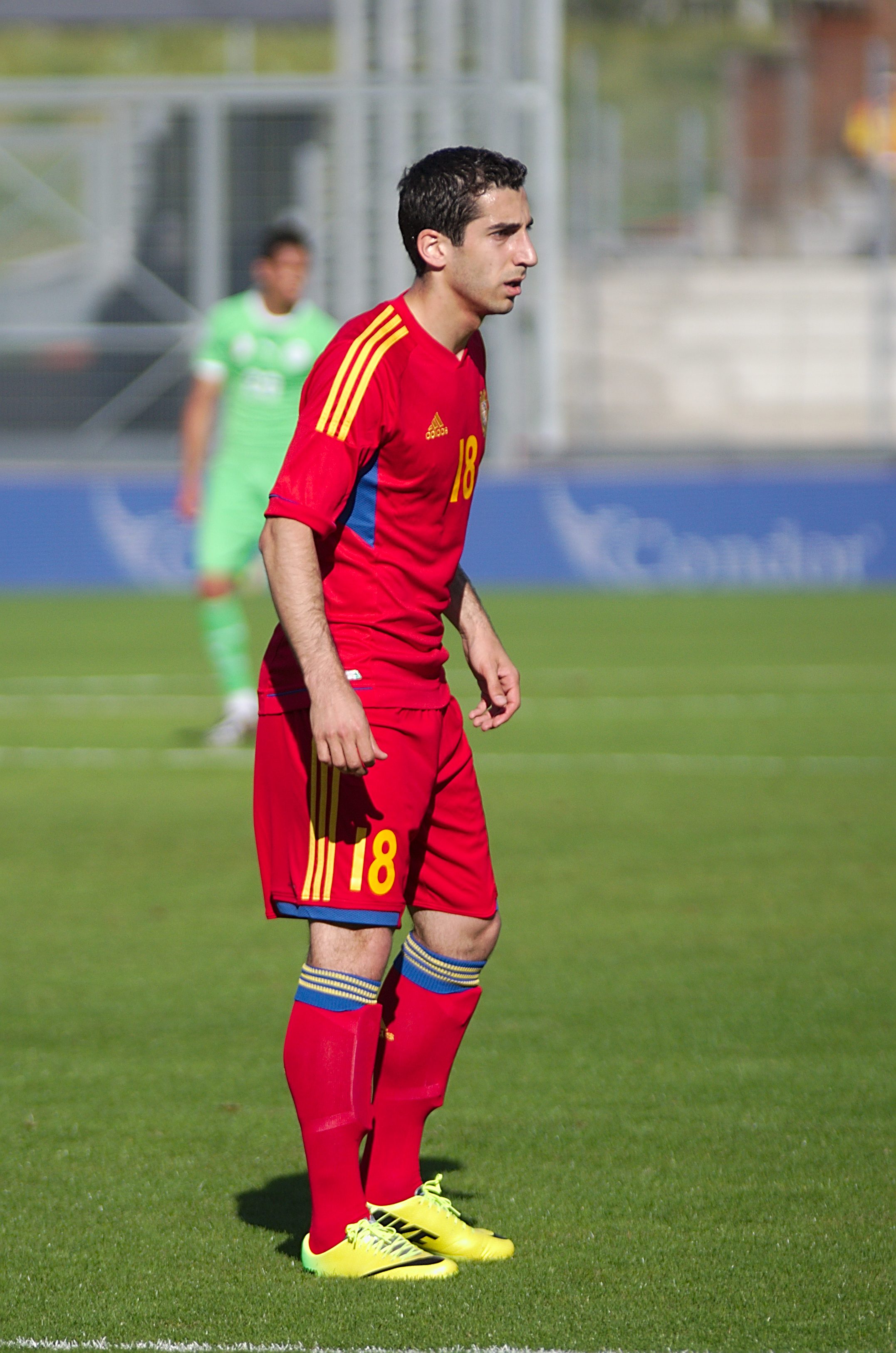
Mkhitaryan with تیم ملی فوتبال ارمنستان in 2014

مخیتاریان نخستین بازی را برای تیم ملی فوتبال ارمنستان در چهارچوب یک بازی دوستانه خارج از خانه مقابل تیم ملی فوتبال پاناما در تاریخ ۱۴ ژانویه ۲۰۰۷ انجام داد.
وی در گروه B مرحله مقدماتی جام ملت‌های اروپا ۲۰۱۲ شش گل برای ارمنستان به ثمر رساند، به این ترتیب بهترین گلزن این گروه شد. اگرچه ارمنستان از مرحله مقدماتی یورو ۲۰۱۲ صعود نکرد، Mkhitaryan's performances landed him in the UEFA Euro 2012 Qualifying Dream Team with six goals.
در تاریخ ۱۰ سپتامبر ۲۰۱۳، در غیاب دروازه‌بان کاپیتان فیکس رومن برزوفسکی، مخیتاریان برای نخستین بار کاپیتانی تیم ملی کشورش را برعهده گرفت، که آنها در خانه ۱–۰ در مرحله مقدماتی جام جهانی فوتبال ۲۰۱۴ (اروپا) در مقابل تیم ملی فوتبال دانمارک شکست خوردند. در تاریخ ۱۵ اکتبر پس از به ثمر رساندن ۱۲مین گل ملی خویش که به شکست ۳–۱ انجامید وی برترین گلزن تاریخچه تیم ملی فوتبال ارمنستان شد، تیم ملی فوتبال ایتالیا in another qualifier on 15 October. This surpassed the 11 scored for the nation by آرتور پتروسیان.
در تاریخ ۲۷ مه ۲۰۱۴، پیروزی ۴–۳ یک بازی دوستانه مقابل تیم ملی فوتبال امارات متحده عربی در ورزشگاه دو لا فونتنته در کروژ، سوئیس دو گل به ثمر رساند. دو سال و یک روز بعد وی نخستین هت تریک بین‌المللی ارمنستان، در پیروزی ۷–۱ بازی دوستانه مقابل تیم ملی فوتبال گواتمالا در لس آنجلس به ثمر رساند.
مخیتاریان نخستین بازی را برای تیم ملی فوتبال ارمنستان را در تاریخ ۱۴ ژانویه ۲۰۰۷ مقابل پاناما انجام داده‌است.

## زندگی شخصی
مخیتاریان از طرفدارانش در ارمنستان لقب هنو و از سوی حامیان بروسیا دورتموند لقب میکی را دریافت کرده‌است.
اشخاصی که بازی مخیتاریان و پدرش را تماشا کرده‌اند می‌گویند که سبک بازیشان خیلی به هم شباهت دارد. او می‌گوید که «من باور دارم که وی [پدرم] مرا نظاره‌گر است و به من افتخار می‌کند.»
مخیتاریان یک فرد چندزبانه است، او قادر است به‌صورت روان به شش زبان: ارمنی، روسی، انگلیسی، آلمانی، فرانسوی، پرتغالی و مقداری ایتالیایی صحبت کند.

## آمار باشگاهی
تا تاریخ ۲۶ فوریهٔ ۲۰۲۴
| باشگاه          | فصل        | لیگ                      | لیگ    | لیگ  | جام حذفی | جام حذفی | لیگ کاپ | لیگ کاپ | قاره‌ای | قاره‌ای | سایر   | سایر | در مجموع | در مجموع |
| باشگاه          | فصل        | دسته                     | حضورها | گل‌ها | حضورها   | گل‌ها     | حضورها  | Goals   | حضورها | گل‌ها   | حضورها | گل‌ها | حضورها   | گل‌ها     |
| --------------- | ---------- | ------------------------ | ------ | ---- | -------- | -------- | ------- | ------- | ------ | ------ | ------ | ---- | -------- | -------- |
| پیونیک          | ۲۰۰۶       | لیگ برتر فوتبال ارمنستان | ۱۲     | ۱    | ۰        | ۰        | —       | —       | —      | —      | —      | —    | ۱۲       | ۱        |
| پیونیک          | ۲۰۰۷       | لیگ برتر فوتبال ارمنستان | ۲۴     | ۱۲   | ۰        | ۰        | —       | —       | 4      | ۰      | —      | —    | ۲۸       | ۱۲       |
| پیونیک          | ۲۰۰۸       | لیگ برتر فوتبال ارمنستان | ۲۴     | ۶    | ۵        | ۳        | —       | —       | ۲      | ۰      | —      | —    | ۳۱       | ۹        |
| پیونیک          | ۲۰۰۹       | لیگ برتر فوتبال ارمنستان | ۱۰     | ۱۱   | ۶        | ۲        | —       | —       | —      | —      | —      | —    | ۱۶       | ۱۳       |
| پیونیک          | در مجموع   | در مجموع                 | ۷۰     | ۳۰   | ۱۱       | ۵        | —       | —       | ۶      | ۰      | —      | —    | ۸۷       | ۳۵       |
| متالورگ دونتسک  | ۲۰۰۹–۱۰    | لیگ برتر فوتبال اوکراین  | ۲۹     | ۹    | ۲        | ۰        | —       | —       | ۶      | ۴      | —      | —    | ۳۷       | ۱۳       |
| متالورگ دونتسک  | ۲۰۱۰–۱۱    | لیگ برتر فوتبال اوکراین  | ۸      | ۳    | ۰        | ۰        | —       | —       | —      | —      | —      | —    | ۸        | ۳        |
| متالورگ دونتسک  | در مجموع   | در مجموع                 | ۳۷     | ۱۲   | ۲        | ۰        | —       | —       | ۶      | ۴      | —      | —    | ۴۵       | ۱۶       |
| شاختار دونتسک   | ۲۰۱۰–۱۱    | لیگ برتر فوتبال اوکراین  | ۱۷     | ۳    | ۳        | ۱        | —       | —       | ۷      | ۰      | —      | —    | ۲۷       | ۴        |
| شاختار دونتسک   | ۱۲–۲۰۱۱    | لیگ برتر فوتبال اوکراین  | ۲۶     | ۱۰   | ۴        | ۱        | —       | —       | ۶      | ۰      | ۱      | ۰    | ۳۷       | ۱۱       |
| شاختار دونتسک   | ۲۰۱۲–۱۳    | لیگ برتر فوتبال اوکراین  | ۲۹     | ۲۵   | ۴        | ۲        | —       | —       | ۸      | ۲      | ۱      | ۰    | ۴۲       | ۲۹       |
| شاختار دونتسک   | در مجموع   | در مجموع                 | ۷۲     | ۳۸   | ۱۱       | ۴        | —       | —       | ۲۱     | ۲      | ۲      | ۰    | ۱۰۶      | ۴۴       |
| بروسیا دورتموند | ۲۰۱۳–۱۴    | بوندس‌لیگا                | ۳۱     | ۹    | ۵        | ۲        | —       | —       | ۱۰     | ۲      | ۰      | ۰    | ۴۶       | ۱۳       |
| بروسیا دورتموند | ۲۰۱۴–۱۵    | بوندس‌لیگا                | ۲۸     | ۳    | ۶        | ۱        | —       | —       | 7      | ۰      | ۱      | ۱    | ۴۲       | ۵        |
| بروسیا دورتموند | ۲۰۱۵–۱۶    | بوندس‌لیگا                | ۳۱     | ۱۱   | ۶        | ۵        | —       | —       | ۱۵     | 7      | —      | —    | ۵۲       | ۲۳       |
| بروسیا دورتموند | در مجموع   | در مجموع                 | ۹۰     | ۲۳   | ۱۷       | ۸        | —       | —       | ۳۲     | ۹      | ۱      | ۱    | ۱۴۰      | ۴۱       |
| منچستر یونایتد  | ۲۰۱۶–۱۷    | لیگ برتر فوتبال انگلستان | ۲۴     | ۴    | ۳        | ۱        | ۲       | ۰       | ۱۱     | ۶      | ۱      | ۰    | ۴۱       | ۱۱       |
| منچستر یونایتد  | ۱۸–۲۰۱۷    | لیگ برتر                 | ۱۵     | ۱    | ۱        | ۰        | ۱       | ۰       | ۴      | ۱      | ۱      | ۰    | ۲۲       | ۲        |
| منچستر یونایتد  | در مجموع   | در مجموع                 | ۳۹     | ۵    | ۴        | ۱        | ۳       | ۰       | ۱۵     | ۷      | ۲      | ۰    | ۶۳       | ۱۳       |
| آرسنال          | ۲۰۱۷–۱۸    | لیگ برتر                 | ۱۱     | ۲    | —        | —        | —       | —       | ۶      | 1      | —      | —    | ۱۷       | ۳        |
| آرسنال          | ۲۰۱۸–۱۹    | لیگ برتر                 | ۲۵     | ۶    | ۰        | ۰        | ۳       | ۰       | ۱۱     | ۰      | —      | —    | ۳۸       | ۶        |
| آرسنال          | ۲۰۱۹–۲۰    | لیگ برتر                 | ۳      | ۰    | —        | —        | —       | —       | —      | —      | —      | —    | ۳        | ۰        |
| آرسنال          | مجموع      | مجموع                    | ۳۹     | ۸    | ۰        | ۰        | ۳       | ۰       | ۱۷     | ۱      | —      | —    | ۵۹       | ۹        |
| رم (قرضی)       | ۲۰۱۹–۲۰    | سری آ                    | ۲۲     | ۹    | ۰        | ۰        | —       | —       | 5      | ۰      | —      | —    | ۲۷       | ۹        |
| رم              | ۲۰۲۰–۲۱    | سری آ                    | ۳۴     | ۱۳   | ۱        | ۱        | —       | —       | 11     | 1      | —      | —    | ۴۶       | ۱۵       |
| رم              | ۲۰۲۱–۲۲    | سری آ                    | ۳۱     | ۵    | ۲        | ۰        | —       | —       | 11     | 0      | —      | —    | ۴۴       | ۵        |
| رم              | مجموع      | مجموع                    | ۸۷     | ۲۷   | ۳        | ۱        | —       | —       | ۲۷     | ۱      | —      | —    | ۱۱۷      | ۲۹       |
| اینتر میلان     | ۲۳–۲۰۲۲    | سری آ                    | ۳۱     | ۳    | ۴        | ۰        | —       | —       | ۱۳     | ۲      | ۱      | ۰    | ۴۹       | ۵        |
| اینتر میلان     | ۲۴–۲۰۲۳    | سری آ                    | ۲۵     | ۲    | ۱        | ۰        | —       | —       | ۶      | ۰      | ۲      | ۰    | ۳۴       | ۲        |
| مجموع آمار      | مجموع آمار | مجموع آمار               | ۴۹۰    | ۱۴۸  | ۵۳       | ۱۹       | ۶       | ۰       | ۱۴۳    | ۲۶     | ۸      | ۱    | ۷۰۰      | ۱۹۴      |

1. 1 2 3 4 5 6 7 8  حضورها در لیگ قهرمانان اروپا
2. 1 2 3 4 5 6 7  حضورها در لیگ اروپا
3. 1 2  حضورها در سوپر جام فوتبال اوکراین
4. ↑  حضور در سوپر جام فوتبال آلمان
5. ↑  حضور در جام خیریه انگلستان
6. ↑  حضور در سوپرجام اروپا
7. ↑  Appearances in لیگ کنفرانس اروپا

## آمار ملی

### بازی‌های ملی
| ارمنستان | ارمنستان | ارمنستان | ارمنستان |
| سال      | بازی     | گل       | پاس گل   |
| -------- | -------- | -------- | -------- |
| ۲۰۰۷     | ۲        | ۰        | ۰        |
| ۲۰۰۸     | ۵        | ۰        | ۰        |
| ۲۰۰۹     | ۷        | ۱        | ۰        |
| ۲۰۱۰     | ۵        | ۳        | ۲        |
| ۲۰۱۱     | ۸        | ۴        | ۳        |
| ۲۰۱۲     | ۸        | ۲        | ۲        |
| ۲۰۱۳     | ۸        | ۲        | ۱        |
| ۲۰۱۴     | ۷        | ۴        | ۰        |
| ۲۰۱۵     | ۶        | ۰        | ۱        |
| ۲۰۱۶     | ۵        | ۳        | ۶        |
| ۲۰۱۷     | ۹        | ۶        | ۴        |
| ۲۰۱۸     | ۱۰       | ۱        | ۴        |
| ۲۰۱۹     | ۶        | ۳        | ۲        |
| ۲۰۲۰     | ۲        | ۱        | ۰        |
| ۲۰۲۱     | ۷        | ۲        | ۰        |
| مجموع    | ۹۵       | ۳۲       | ۲۵       |

### گل‌های ملی
| شماره | تاریخ          | میزبان  | بازی ملی | حریف            | نتیجه | رقابت                         |
| ----- | -------------- | ------- | -------- | --------------- | ----- | ----------------------------- |
| ۱     | ۲۸ مارس ۲۰۰۹   | ایروان  | ۹        | استونی          | ۲–۲   | مقدماتی جام جهانی ۲۰۱۰        |
| ۲     | ۲۵ مه ۲۰۱۰     | ایروان  | ۱۵       | ازبکستان        | ۳–۱   | دوستانه                       |
| ۳     | ۸ اکتبر ۲۰۱۰   | ایروان  | ۱۸       | اسلواکی         | ۳–۱   | مقدماتی جام ملت‌های اروپا ۲۰۱۲ |
| ۴     | ۱۲ اکتبر ۲۰۱۰  | ایروان  | ۱۹       | آندورا          | ۴–۰   | مقدماتی جام ملت‌های اروپا ۲۰۱۲ |
| ۵     | ۲ سپتامبر ۲۰۱۱ | لا ولا  | ۲۴       | آندورا          | ۳–۰   | مقدماتی جام ملت‌های اروپا ۲۰۱۲ |
| ۶     | ۶ سپتامبر ۲۰۱۱ | ژیلینا  | ۲۵       | اسلواکی         | ۴–۰   | مقدماتی جام ملت‌های اروپا ۲۰۱۲ |
| ۷     | ۷ اکتبر ۲۰۱۱   | ایروان  | ۲۶       | مقدونیه         | ۴–۱   | مقدماتی جام ملت‌های اروپا ۲۰۱۲ |
| ۸     | ۱۱ اکتبر ۲۰۱۱  | دوبلین  | ۲۷       | ایرلند          | ۱–۲   | مقدماتی جام ملت‌های اروپا ۲۰۱۲ |
| ۹     | ۱۲ اکتبر ۲۰۱۲  | ایروان  | ۳۴       | ایتالیا         | ۱–۳   | مقدماتی جام جهانی ۲۰۱۴        |
| ۱۰    | ۱۴ نوامبر ۲۰۱۲ | ایروان  | ۳۵       | لیتوانی         | ۴–۲   | دوستانه                       |
| ۱۱    | ۱۱ ژوئن ۲۰۱۳   | کپنهاگ  | ۳۹       | دانمارک         | ۴–۰   | مقدماتی جام جهانی ۲۰۱۴        |
| ۱۲    | ۱۵ اکتبر ۲۰۱۳  | ناپل    | ۴۳       | ایتالیا         | ۲–۲   | مقدماتی جام جهانی ۲۰۱۴        |
| ۱۳    | ۲۷ مه ۲۰۱۴     | کروژ    | ۴۵       | امارات          | ۴–۳   | دوستانه                       |
| ۱۴    | ۲۷ مه ۲۰۱۴     | کروژ    | ۴۵       | امارات          | ۴–۳   | دوستانه                       |
| ۱۵    | ۶ ژوئن ۲۰۱۴    | ماینتس  | ۴۷       | آلمان           | ۱–۶   | دوستانه                       |
| ۱۶    | ۷ سپتامبر ۲۰۱۴ | کپنهاگ  | ۴۹       | دانمارک         | ۱–۲   | مقدماتی جام ملت‌های اروپا ۲۰۱۶ |
| ۱۷    | ۲۹ مه ۲۰۱۶     | کارسون  | ۵۸       | گواتمالا        | ۷–۱   | دوستانه                       |
| ۱۸    | ۲۹ مه ۲۰۱۶     | کارسون  | ۵۸       | گواتمالا        | ۷–۱   | دوستانه                       |
| ۱۹    | ۲۹ مه ۲۰۱۶     | کارسون  | ۵۸       | گواتمالا        | ۷–۱   | دوستانه                       |
| ۲۰    | ۲۶ مارس ۲۰۱۷   | ایروان  | ۶۲       | قزاقستان        | ۲–۰   | مقدماتی جام جهانی ۲۰۱۸        |
| ۲۱    | ۴ ژوئن ۲۰۱۷    | ایروان  | ۶۳       | سنت کیتس و نویس | ۵–۰   | دوستانه                       |
| ۲۲    | ۴ ژوئن ۲۰۱۷    | ایروان  | ۶۳       | سنت کیتس و نویس | ۵–۰   | دوستانه                       |
| ۲۳    | ۸ اکتبر ۲۰۱۷   | آستانه  | ۶۸       | قزاقستان        | ۱–۱   | مقدماتی جام جهانی ۲۰۱۸        |
| ۲۴    | ۹ نوامبر ۲۰۱۷  | ایروان  | ۶۹       | بلاروس          | ۴–۱   | دوستانه                       |
| ۲۵    | ۱۳ نوامبر ۲۰۱۷ | ایروان  | ۷۰       | قبرس            | ۳–۲   | دوستانه                       |
| ۲۶    | ۱۶ اکتبر ۲۰۱۸  | ایروان  | ۷۸       | مقدونیه         | ۴–۰   | لیگ ملت‌های اروپا ۱۹–۲۰۱۸      |
| ۲۷    | ۲۳ مارس ۲۰۱۹   | سارایوو | ۸۱       | بوسنی           | ۱–۲   | مقدماتی جام ملت‌های اروپا ۲۰۲۰ |
| ۲۸    | ۸ سپتامبر ۲۰۱۹ | ایروان  | ۸۶       | بوسنی           | ۴–۲   | مقدماتی جام ملت‌های اروپا ۲۰۲۰ |
| ۲۹    | ۸ سپتامبر ۲۰۱۹ | ایروان  | ۸۶       | بوسنی           | ۴–۲   | مقدماتی جام ملت‌های اروپا ۲۰۲۰ |
| ۳۰    | ۱۱ اکتبر ۲۰۲۰  | تیخی    | ۸۷       | گرجستان         | ۲–۲   | لیگ ملت‌های اروپا ۲۱–۲۰۲۰      |
| ۳۱    | ۸ سپتامبر ۲۰۲۱ | ایروان  | ۹۱       | لیختن‌اشتاین     | ۱–۱   | مقدماتی جام جهانی ۲۰۲۲        |
| ۳۲    | ۱۴ نوامبر ۲۰۲۱ | ایروان  | ۹۵       | آلمان           | ۱–۴   | مقدماتی جام جهانی ۲۰۲۲        |

## افتخارات
پیونیک
- لیگ برتر فوتبال ارمنستان: ۲۰۰۶، ۲۰۰۷، ۲۰۰۸، ۲۰۰۹
- جام استقلال ارمنستان: ۲۰۰۹
- سوپر جام فوتبال ارمنستان: ۲۰۰۷، ۲۰۰۸

شاختار دونتسک
- لیگ برتر فوتبال اوکراین: ۲۰۱۰–۱۱، ۱۲–۲۰۱۱، لیگ برتر فوتبال اوکراین ۱۳-۲۰۱۲
- جام حذفی فوتبال اوکراین: ۲۰۱۰–۱۱، ۱۲–۲۰۱۱، ۲۰۱۲–۱۳
- سوپر جام فوتبال اوکراین: ۲۰۱۲

بروسیا دورتموند
- سوپر جام فوتبال آلمان: ۲۰۱۴

منچستر یونایتد
- جام خیریه انگلستان: ۲۰۱۶
- لیگ اروپا: ۲۰۱۷

اینتر میلان
- سری آ(۱): ۲۴–۲۰۲۳
- جام حذفی فوتبال ایتالیا(۱): ۲۳–۲۰۲۲
- سوپر جام فوتبال ایتالیا(۲): ۲۰۲۲، ۲۰۲۳
- لیگ قهرمانان اروپا: ۲۳–۲۰۲۲، ۲۵–۲۰۲۴ (نایب‌قهرمان)

انفرادی
- بازیکن فوتبال سال ارمنستان: ۲۰۰۹، ۲۰۱۱،[۴۴] 2012,[۴۵] ۲۰۱۳،[۴۶] 2014,[۴۷] ۲۰۱۵، ۲۰۱۶، ۲۰۱۷
- بازیکن سال در کشورهای حوزه دریای بالتیک و مستقل همسود: ۲۰۱۲،[۴۸] 2013[۴۹]
- بهترین بازیکن لیگ برتر فوتبال اوکراین: لیگ برتر فوتبال اوکراین ۱۳-۲۰۱۲
- لیگ برتر فوتبال اوکراین لیگ برتر فوتبال اوکراین: لیگ برتر فوتبال اوکراین ۱۳-۲۰۱۲[۵۰]
- بازیکن فوتبال سال لیگ برتر فوتبال اوکراین: ۲۰۱۲[۵۱]
- بازیکن فوتبال فصل کشورهای مستقل همسود: ۲۰۱۲، ۲۰۱۳[۵۲]
- بوندس‌لیگا بازیکن ماه: April 2016[۵۳]
- Bundesliga Assist Leader: 2015–16[۵۴]
- تیم فصل بوندس‌لیگا: ۲۰۱۵–۱۶[۵۵]
- بهترین گلزن جام حذفی فوتبال آلمان: 2015–16[۵۶]
- کیکر Bundesliga Players' بازیکن فصل: 2015–16[۵۷][۵۸]
- Premier League Goal of the Month: December 2016[۵۹]
- جام اتحادیه باشگاه‌های انگلستان top assist provider: 2016–17[۶۰]
- باشگاه فوتبال منچستر یونایتد گل فصل: 2016–17 (vs. Sunderland, 27 December 2016)[۶۱]
- ترکیب فصل لیگ اروپا: ۱۷–۲۰۱۶[۶۲]
- بهترین بازیکن دیدار با لچه[۶۳]

سایر
- مدال درجه یک خدمات به سرزمین مادری (2017)[۶۴][۶۵]

## نگارخانه

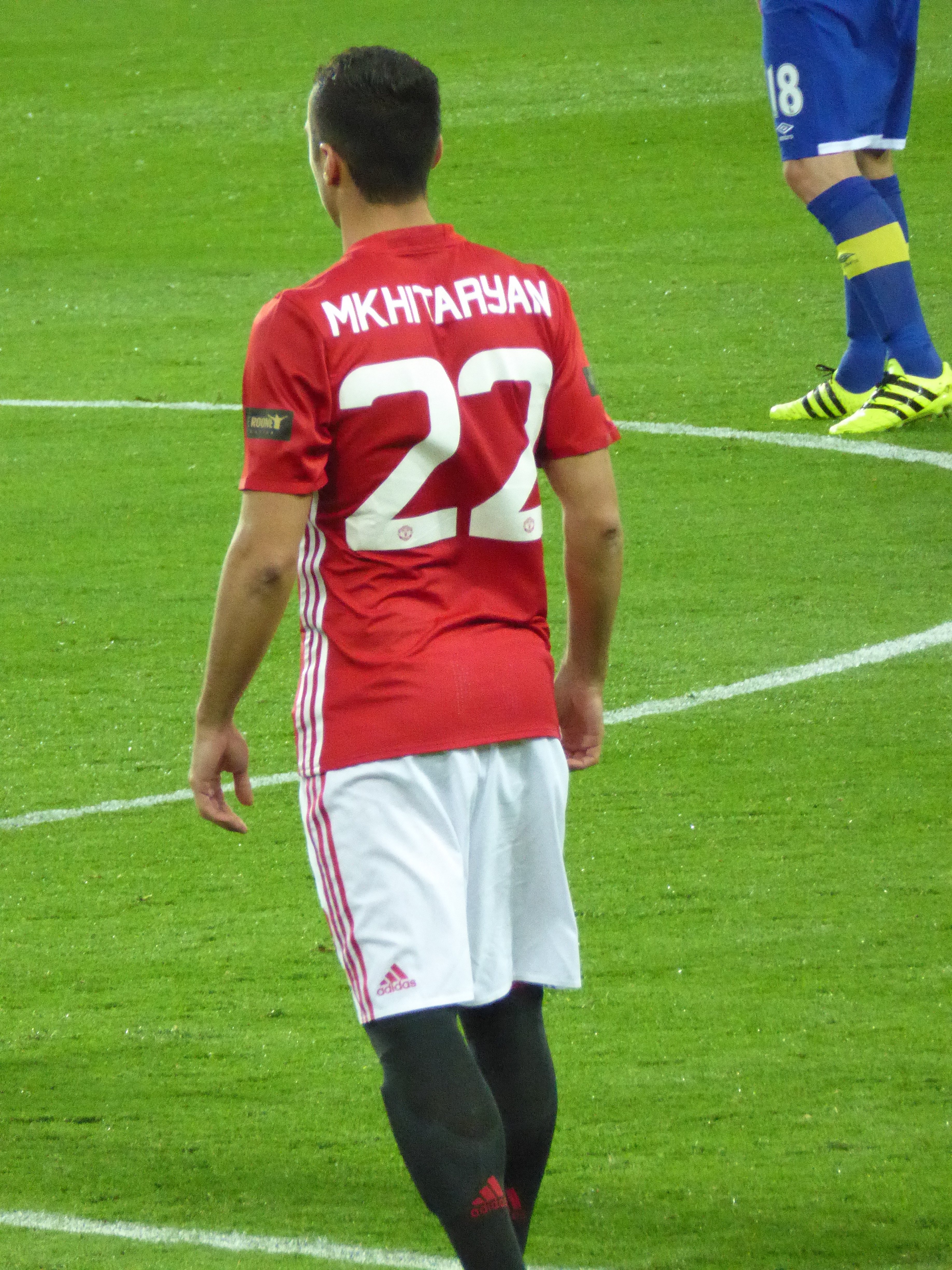
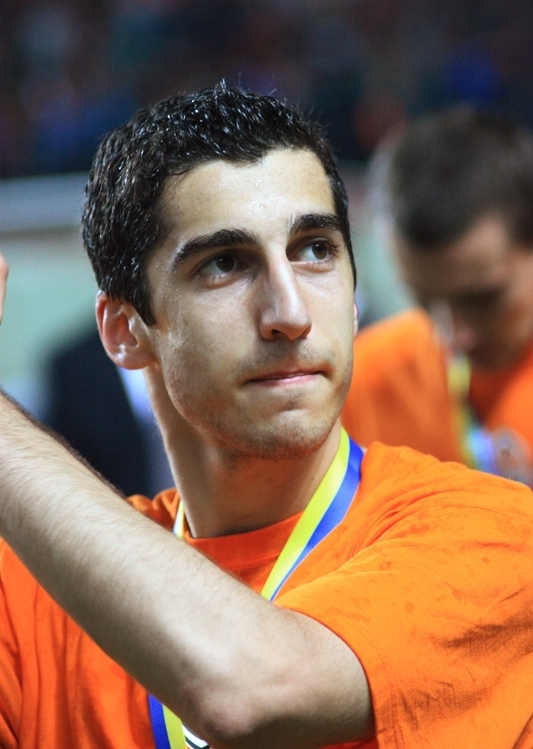
مخیتاریان در حال جشن با شاختار در ۲۰۱۱

## برای مطالعهٔ بیشتر
- Henrikh Mkhitaryan Meets With Pope Francis, Asbarez, ۱۵ نوامبر ۲۰۲۲